# Cololejeunea apiahyna
Cololejeunea apiahyna là một loài Rêu trong họ Lejeuneaceae. Loài này được (Stephani) O. Yano mô tả khoa học đầu tiên năm 1984.